# King’s Bounty: Воин Севера
King’s Bounty: Воин Севера (англ. King's Bounty: Warriors of the North) — фэнтезийная компьютерная ролевая игра с элементами пошаговой стратегии, разработанная компанией Lab-13 на базе игры Katauri Interactive и изданная 1С-СофтКлаб 26 октября 2012 года для Windows.

## Сюжет
Игра проходит в том же сеттинге, что и King’s Bounty. Легенда о рыцаре, и является её продолжением. После событий King’s Bounty. Легенда о рыцаре прошло поколение. Главным героем является Олаф — викинг, который является младшим сыном Тормунда Свирепого. По сюжету Олаф защищает и освобождает земли Эндории от атак армии нежити и освобождает земли Нордига от их угрозы, вместе со своей армией и с помощью пяти валькирий.

## Игровой процесс
King’s Bounty: Воин Севера использует большую часть тех же механик, которые использовались в предыдущих играх. Игра представляет собой стратегию с элементами RPG. Главный герой — викинг Олаф. В начале игрок управляет армией, состоящей из пяти легионов и имеет доступ к карте мира, для перемещения. Иногда можно найти закопанные сокровища, а также найти хижины или деревни, где можно покупать и продавать предметы или юнитов.
После встречи с врагами игра переключается в пошаговый режим боя, где силы игрока и противника отображаются на шестигранной доске с обеими армиями на противоположных концах. У каждого юнита есть определённое количество очков здоровья, после снижения которых юнит погибает. Передвижение юнитов происходит в фиксированных циклах: игрок может выбирать — защищаться, двигаться, атаковать или использовать специальные способности своих персонажей. Нововведениями являются навыки или снаряжение для северных воинов, использование войсками рун, чтобы кратковременно увеличить силу атаки, защиту или дать шанс снова атаковать.
Победа над противником приносит деньги и опыт, которые можно использовать для создания более мощной армии. В игре также есть дерево умений, которое используется для улучшения способностей. Наряду с магическими способностями, в игре также есть способности ярости. Подобно магии, эти способности могут использоваться для вызова существ и нанесения урона врагам, однако они накапливаются только тогда, когда игрок атакован противником или атакует его, и рассеиваются между битвами.
Игра включает в себя новую расу викингов, новую школу магии под названием Rune Magic и новых юнитов, таких как Берсеркер и Скальд. Кроме того, Олафу также помогают его компаньоны из пяти валькирий, у каждой из которых есть уникальная способность. Каждая валькирия даёт различные бонусы характеристикам Олафа. Хотя Олаф путешествует вместе со всеми пятью женщинами-бойцами, ему нужно будет выбрать одну из них, которая станет главной валькирией, после чего её бонус будет активен на 100 %, в то время как остальные четыре — всего 25 %. Воительницы получат опыт, который улучшает их боевые способности. Чтобы повысить уровень валькирии, игрок может пожертвовать ненужное снаряжение, что, в свою очередь, даёт больше бонусов к характеристикам персонажа, однако специальный квест для каждой из них — единственный способ достичь максимального уровня валькирии.

## Разработка
6 октября 2011 года, 1С-СофтКлаб анонсировали King’s Bounty: Воин Севера как следующую игру в серии King’s Bounty. Игру планировалось выпустить во втором квартале 2012 года. Игра была показана в пре-альфа состоянии прессе в феврале 2012 года, и было объявлено, что она является продолжением игры King’s Bounty. Легенда о рыцаре.16 марта 2012 года компания 1С вместе с GamesBeat опубликовала первую часть дневников разработчиков, в которых были раскрыты аспекты развития игры. На Gamescom 1С показала трейлер, а также объявила, что игра выйдет в четвёртом квартале 2012 года. 16 октября 2012 года стало известно, что игра выйдет 26 октября 2012 года.
Также было объявлено о выпуске специального издания под названием Valhalla Edition, в котором содержался набор доспехов Valhalla.

### Дополнение
16 января 2014 года компания 1С сообщила, что DLC для игры под названием King’s Bounty: Воин Севера — Лёд и Пламя будет доступно 30 января 2014 года. Оно разворачивается на небольшом заснеженном острове. Управлять придётся Снежными Эльфами. Дополнение включает в себя систему умений существ, которая делает войска игрока сильнее в процессе сражения, новый тип нежити — Некроящеры, новые локации и существа, обновлённые существа из основной игры и новые предметы с уникальными атрибутами. DLC было выпущено в Steam вовремя.

## Отзывы
| Сводный рейтинг    | Сводный рейтинг |
| Агрегатор          | Оценка          |
| ------------------ | --------------- |
| GameRankings       | 73,92 %         |
| Metacritic         | 73/100          |
| Иноязычные издания |                 |
| Издание            | Оценка          |
| GamingXP           | 86 %            |
| Gry-Online         | 7,5/10          |
| VentureBeat        | 70/100          |

Рейтинг игры на GameRankings составляет 73,92 %, а на агрегаторе Metacritic 74/100. Дэйв Вейдер из GamingXP дал оценку игре 86 %, высоко оценивая игровой процесс и настройку викингов. Кристиан Смошна из Gry-Online назвал игру «мощным продолжением известной и популярной формулы King’s Bounty». Себастьян Хейли из GamesBeat поставил оценку 80/100, однако подверг критике то, что игра не предлагала ничего нового по сравнению с предыдущими играми серии .

### Награды
- Computer Times: выбор редакции[21]

### Продажи
Летом 2018 года, благодаря уязвимости в защите Steam Web API, стало известно, что точное количество пользователей сервиса Steam, которые играли в игру хотя бы один раз, составляет 163 165 человек.